# 健保總額支付制度
健保總額支付制度，是全民健康保險以人口作為投保總人數，預計下年度醫事服務機構提供的服務量，設定一個支付上限，作為支付的總額。

## 概述
目前台灣實施牙醫門診總額、中醫門診總額、西醫基層總額、醫院總額（門診分區，住診不分區），支付者與醫療供給者，就特定範圍的醫療服務預先協商，訂定未來一年內健保預算總額，用以支付各部門在該期間內所提供的醫療服務費用總支出。
政府作為支付者的角色，希望透過全民繳納保費作為健康保險經費來源，以滿足全民的健康需求。台灣面臨健保費用支出節節高升的壓力，事前協商的目的在於，訂定健保費用的總額及分配方式，減少健保署財務的不確定性，以期達到支出費用的控制。

## 總額醫療費用支付流程
依據《全民健康保險法》第六章第六十條規定，每年度的醫療給付費用總額，由主管機關（衛生福利部）於年度開始六個月前擬定其範圍，經諮詢健保會後，報行政院核定。第六十一條規定, 健保會應於各年度開始三個月前，在前條行政院核定之醫療給付費用總額範圍內，協議訂定本保險之醫療給付費用總額及其分配方式，報衛生福利部核定；不能於期限內協議訂定時，由衛生福利部決定。

## 支付辦法
總額支付制度的支付方式是依據「全民健康保險醫療費用支付標準」，其依據《全民健康保險法》第六十條訂定之。醫療服務提供者藉由支付點數的申報，經健保署審查核檢之後支付費用。
總額支付制度的支付方式有兩套辦法：支出目標和支出上限。
- 支出上限（Expenditure Cap/Hard Cap）：

即預先依據醫療服務成本及其服務量的成長，設定健康保險支出的年度預算總額，醫療服務是以相對點數反映各項服務成本，惟每點支付金額是採回溯性計價方式，由預算總額除以實際總服務量（點數）而得；當實際總服務量大於原先協議的總服務量時，每點支付金額將降低，反之將增加。由於固定年度預算總額而不固定每點支付金額，故可精確控制年度醫療費用總額。如西德的門診就是採用此一方法，在住院部門實施總額預算支付制度的國家亦大多採用此方法。在此一規則下若醫療服務量之上漲率高於預算，則將使支付的價格下跌，並且會使醫療提供者陷入一個「囚犯困境」，意指當甲提供較多的醫療服務，而乙提供較少的醫療服務，此時總服務量未超量，則甲醫療提供者即獲得較多的預算分配；但是，若甲和乙二者皆提供超量的醫療服務時，則總服務量超過預算，支付的單位價格下降，使醫療成本相對增加。因此，若無客觀公正的審核制度與審查委員，則將發生「劣幣驅逐良幣」的結果。
- 支出目標（Expenditure Target/Soft Cap）：

即預先設定醫療服務支付價格及醫療服務利用量可容許的上漲率，當實際醫療服務利用量低於預先設定的目標值時，年度預算將會有結餘，但實際醫療服務利用量超過目標值時，超出部分的費用將打折支付（「浮動點值」的概念），以適度反映醫療服務變動成本，因此實際支出可能超出原先設定目標。德國住院部門配合論日計酬採支出目標之做法，加拿大亦有數省採行此方式支付醫師費用。
台灣目前採行前者，能有效控制預算，卻衍生出醫療人球問題，為了不讓點數被打折，病況複雜的病患會在各科之間一直重複掛號，浪費病患時間。